# Finbarr O'Reilly
Finbarr O'Reilly (* 1971 Swansea, Wales) je nezávislý irsko-kanadský fotograf. Jako fotograf získal Nobelovu cenu míru 2019 a pravidelně přispívá do The New York Times. Získal první cenu World Press Photo v kategorii Portréty v roce 2019 a v roce 2006 také získal přední cenu World Press Photo of the Year 49. ročníku soutěže World Press Photo. Získal řadu dalších významných ocenění od Pictures of the Year International a National Press Photographers Association. O'Reilly je spoluautorem knihy Sgt. Thomas James Brennan z Shooting Ghosts, společná monografie konfliktního fotografa a US Marine, jejichž nepravděpodobné přátelství pomohlo uzdravit jejich válkou raněná těla a duše (Viking / Penguin / Random House, srpen 2017). O'Reilly byl držitelem titulů Harvard Nieman Fellow (2012–2013), Yale World Fellow (2015) a Ochberg Fellow at Columbia University's Dart Center for Journalism and Trauma (2014), MacDowell Colony Fellow (2016) a několik dalších.

## Životopis
O'Reilly se narodil v Swansea v jižním Walesu a vyrůstal v Dublinu, Irsko, dokud se s rodinou přestěhoval do Vancouveru, British Columbia, Kanada ve věku devíti let.
Po absolvování střední školy na Vancouver College se stal torontským uměleckým korespondentem časopisu The Globe and Mail a poté tři roky psal popkulturní a zábavní díla pro National Post. Do agentury Reuters nastoupil jako nezávislý korespondent se sídlem v Kinshase v Kongu v roce 2001 poté se přestěhoval do Kigali ve Rwandě, kde se v letech 2003–2005 stal korespondentem agentury Reuters Africa Great Lakes. V roce 2005 se věnoval fotografování a stal se hlavním fotografem Reuters pro západní a střední Afriku se sídlem v Dakaru v Senegalu od roku 2005 do roku 2012, kdy si vzal volno ke studiu psychologie na Nieman Fellow na Harvardu. Po návratu do agentury Reuters byl vyslán do Tel Avivu jako hlavní fotograf pro Izrael a palestinská území. Válku v Gaze z roku 2014 popisoval do doby, než v roce 2015 opustil agenturu Reuters, aby psal knížku Shooting Ghosts s americkým námořníkem Thomasem Jamesem Brennanem, kterého potkal během jednoho ze svých úkolů v Afghánistánu.

## Dílo
Je jedním z několika významných novinářů vystupujících v dokumentárním filmu Under Fire: The Psychological Cost of Covering War, který byl nominován na Oscara za rok 2012. The film won a 2013 Peabody Award 
Jako člen Nieman Fellow 2013 na Harvardu strávil O'Reilly akademický rok výzkumem psychologie se zaměřením na trauma způsobené konflikty. V roce 2014 byl členem Ochberg Fellow v DART centru pro žurnalistiku a trauma na postgraduální škole žurnalistiky na Kolumbijské univerzitě v New Yorku.
Mezinárodní porota soutěže World Press Photo vybrala jeho fotografii jako World Press Photo of the Year 2005. Snímek ukazuje pohublé prstíky ročního dítěte přitlačeného na rty jeho matky na nouzové výživové klinice v Nigeru.
V roce 2003 koprodukoval dokument o ochraně v Demokratické republice Kongo The Ghosts of Lomako. Ve stejném roce spolurežíroval dokumentární film The Digital Divide o technologiích v rozvojovém světě.